# 安義郡
安義郡（アニぐん、안의군）は韓国慶尚南道咸陽郡安義面、西下面、西上面と居昌郡馬利面、渭川面、北上面)にあった行政区域。1914年に廃止された。

## 1914年以降
1914年3月1日、行政区域の改編により安義郡が廃止され、県内、黄谷、草岾、大垈、知代、西上、西下の7面は咸陽郡に、東里、南里、古県、北上、北下の5面は居昌郡に合併された。
- - 安義面 : 県内、黄谷、草岾面は安義面に、大垈、知代面は大知面に合わせて、既存の安義郡の名前をもって咸陽郡に編入された。1933年、大知面は安義面に編入された。
  - 西上面、西下面 :（維持）咸陽郡に編入。
  - 北上面 :（維持）居昌郡に編入。
  - 渭川面 : 北下、古県面を合併し、両面を流れる渭川の名を取って居昌郡に編入された。
  - 馬利面 : 東里、南里面を合わせると、昔の馬利県の名を取って居昌郡に編入された。

1914年の行政区域と現在の行政区域の比較
| 朝鮮総督府令第111号 |              |                                                        |
| 旧行政区画 | 新行政区画   | 新行政区画                                             |
| 安義郡県内面 | 咸陽郡安義面 | 교북리、금천동、이전동、당본동、석천리、월림리         |
| 安義郡黄谷面 | 咸陽郡安義面 | 진목리、춘전리、황곡리                                 |
| 安義郡草岾面 | 咸陽郡安義面 | 도림리、초동리                                         |
| 安義郡大垈面 | 咸陽郡安義面 | 봉산리                                                 |
| 安義郡大垈面 | 咸陽郡大知面 | 귀곡리、대대리                                         |
| 安義郡知代面 | 咸陽郡大知面 | 상원리、신안리、하원리                                 |
| 安義郡西上面방지동/옥산동 일부/추하동 일부、오산동/대로동、갈현동/도천동 일부、영동동、부전동/옥산동 일부/도천동 일부/추하동 일부、복동/맹동 | 咸陽郡西上面 | 금당리、대남리、도천리、상남리、옥산리、중남리         |
| 安義郡西下面다동/풍평동 일부、내오동/우전동/봉평동 일부、거기동/송계동、마조동/은행동、호성동/초현동                                         | 咸陽郡西下面 | 다곡리、봉전리、송계리、운곡리、황산리                 |
| 安義郡北上面중산동/갈계동 일부、농산동/갈계동 일부、병곡동/산수동 일부、산수동 일부、개삼벌동/소정동、양지동、창선동                         | 居昌郡北上面 | 갈계리、농산리、병곡리、산수리、소정리、월성리、창선리 |
| 安義郡北下面당산동、대정동/어천동、모동동/모서동/무월동 일부                                                                                 | 居昌郡渭川面 | 당산리、대정리、모동리                                 |
| 安義郡古県面마항동/강천동、금곡동/남산동、강남벌동/상천동、서말동/장기동                                                                     | 居昌郡渭川面 | 강천리、남산리、상천리、장기리                         |
| 安義郡東里面창동/지동/말흘동/을동 일부、신대동/영승동 일부、상율동/하율동、월계동/영승동 일부/을동 일부                                      | 居昌郡馬利面 | 말흘리、영승리、율리、월계리                           |
| 安義郡南里面고대동/고신동 일부、암대동/동변동/암신동/고신동 일부、하고동                                                                     | 居昌郡馬利面 | 고학리、대동리、하고리                                 |